# Lezha
Lezha (alb. Lezhë lub Lezha, wł. Alessio, ser. Lješ) – miasto w północno-zachodniej Albanii, położone w okręgu i obwodzie o tej samej nazwie. Miasto liczy nieco ponad 17 000 mieszkańców (2004). Lezha była znana w czasach starożytnych jako Lissus.
W 1444 r. w mieście, pozostającym podówczas pod weneckim panowaniem i noszącym nazwę Alessio, zawiązano z inicjatywy Skanderbega Ligę w Lezhy. Miasto było także jednym z pierwszych miast (obok Kruji), które zdobył Skanderbeg walcząc z Osmanami o niepodległość Albanii. Skanderbeg został też tutaj pochowany, jednak Turcy zdobywszy ponownie Albanię otworzyli jego grób i wzięli sobie jego kości jako pamiątki oraz talizmany na szczęście.